# Dévorée par l'ambition
Dévorée par l'ambition (The Perfect Boss) est un téléfilm canadien réalisé par Curtis Crawford, diffusé aux États-Unis le 24 mai 2013 sur Lifetime Movie Network et en France le 24 juin 2013 sur TF1.

## Synopsis
{{Jessica est une belle jeune femme à qui tout réussit. Lorsqu'elle est engagée par un laboratoire pharmaceutique pour vanter les mérites d'un nouveau médicament censé remettre à flot la société, Jessica est certaine de pouvoir convaincre l'administration délivrant l'autorisation de mise sur le marché des médicaments et des produits alimentaires aux États-Unis. Or, elle ignore que Don, un chercheur, a découvert que ce médicament pouvait se révéler mortel. Lorsque Don menace de révéler cette information au grand public et de bloquer le lancement du médicament, Jessica le supprime. Renee, la fille de Don, cherche à tout prix à élucider la mort de son père...}}

## Fiche technique
- Titre original : The Perfect Boss
- Titre français : Dévorée par l'ambition
- Réalisation : Curtis Crawford
- Scénario : Christine Conradt
- Photographie : Bill St. John
- Musique : Richard Bowers
- Pays :  Canada
- Langue : anglais
- Genre : drame
- Durée : 83 minutes
- Date de diffusion : 
  - France - 24 juin 2013 sur TF1

## Distribution
- Jamie Luner (VF : Gaëlle Savary) : Jessica Slate
- Ashley Leggat (VF : Jessica Monceau) : Renee Renfro
- Linden Ashby (VF : Luc Boulad) : Cameron Finney
- Gary Hudson (en) : Don Renfro
- Sophie Gendron (VF : Marjorie Frantz) : Gena Ferris
- Art Hindle (en) : Ralph Mickelson
- Peter James Haworth (VF : Éric Legrand) : Max Socco
- Krista Morin (VF : Laura Blanc) : Détective Vetter
- Daniel Simpson (VF : Sam Salhi) : Sam
- Lynne Adams (VF : Ivana Coppola) : Caroline Renfro